# Dorogobuž
Dorogobuž (in russo Дорогобуж?, in polacco Dorohobuż) è una città storica sulle rive del Dnepr nell'oblast' di Smolensk in Russia, sita a 125 km ad est di Smolensk e 71 km ad ovest di Vjaz'ma. Capoluogo del Dorogobužskij rajon, aveva una popolazione di 12.250 abitanti secondo il censimento del 2002.

## Storia
La città esisteva già prima dell'invasione mongola della Russia come fortezza a difesa della città di Smolensk. Nel 1508, Basilio III inviò dei carpentieri italiani per costruirvi un forte in legno. Essa venne devastata durante il Periodo dei torbidi e la sua popolazione si ridusse ad una decina di abitanti nel 1614. Fra il 1611 ed il 1668 la città fu sotto il dominio della Confederazione Polacco-Lituana in quanto parte del Voivodato di Smoleńsk. In seguito sopravvisse ad altre invasioni ed incendi.
I principali punti di interesse storico si trovano al di fuori della città. La tenuta di Aleskino del XVIII secolo, ad esempio, era usata per l'allevamento degli stalloni di Orlov. Il Monastero di Boldin, del XV secolo, venne restaurato dalla famiglia Godunov nel tardo XVI secolo. La stessa famiglia fece edificare una Cattedrale con cinque cupole con campanile e refettorio. Secondo Pëtr D. Baranovskij, l'abbazia che era considerata il convento del XVI secolo meglio conservato in Europa orientale, venne distrutta nel 1943 dai tedeschi in ritirata e venne poi ricostruita in parte negli anni novanta.